# Hugo Ekhammar
Hugo Johannes Ekhammar, före 1930 Ekholm, född 24 januari 1880 i Helsingfors, Finland, död 15 februari 1955 i Uppsala, var en finlandssvensk författare och språkvetare. 

## Mannen och gärningen
Ekhammar var son till en västnyländsk snickare som flyttat till Helsingfors; flera av förfäderna hade varit torpare. 
Ekhammar studerade nordisk filologi i Helsingfors och blev filosofie doktor på en avhandling om medeltidssvenskan. Som stridbar redaktör för Studentbladet under åren 1913–1917 tog han energiskt ställning för en förbättring av torparbefolkningens sociala förhållanden. Tillsammans med sin vid den tiden nära vän Arvid Mörne ville han vara ett samvete för finlandssvenskheten. De menade att den allians mellan finlandssvensk allmoge och borgerskap som Axel Lille och Axel Olof Freudenthal ville bygga inte kunde ske med mindre än att de sociala klyftorna överbryggdes. I sitt bidrag till Svenskt i Finland (1914) betitlat "Svenska allmogen i Sydfinland" skriver han: "I ett närmande mellan de båda samhällsklasserna, i ett utbyte mellan den å ena sidan hopade höga och djupa kulturen och de å andra sidan rika naturtillgångarna hos en sällsynt livsduglig allmoge se de radikalt sinnade svenskarna en av vår tids viktigaste uppgifter och en av de största kraftkällorna för svenskheten i Finland." Under sitt vagabonderande liv, delvis i Sverige, fortsatte han att driva en svensk samlingstanke. 
Hans två skönlitterära verk är bägge folklivsskildringar, men berättade utifrån mycket olika humör. Det norrfångna landet är en mycket personlig och ställvis hatisk uppgörelse med missförhållanden i ett österbottniskt lokalsamhälle, där småskurna och konservativa makthavare gör livet surt för insiktsfulla folkbildare och folkhögskoleelever. Under torparsolen är realistiskt återhållen, men absolut inte mindre effektivt i sin sociala polemik. Den skildrar torparnas förhållanden i västra Nyland kring 1880. Den senare romanen har dramatiserats och uppförts två gånger på Raseborgs sommarteater, första gången 1973 och andra gången till sommarteaterns 40-årsjubileum 2006.
Hugo Ekhammar har angetts i pressen som en tänkbar förfalskare av runorna i Vörå. Han var verksam i den östsvenska rörelsen och har gett uttryck för uppfattningen att Finlands finsktalande befolkning är ättlingar till volga-finska trälar som med våld förts till Finland.
| ”                       | Träl det låter dystert. Men den vägen ut ur Rodsland, slavlandet i dubbel mening, var en lyckostig för de suomer som rycktes därifrån av de svenska ledungskeppens manskap. | „ |
| – Ekhammar 1944, s. 163 | |   |

Ekhammar avled i Uppsala i Sverige och är begravd i Norrlands nations grav på Uppsala gamla kyrkogård.